# アンソニー・ケント
アンソニー・ケント（Anthony Kent、1983年7月27日 - ）は、オハイオ州コロンバス出身のバスケットボール選手である。ポジションはセンター。

## 来歴
ウェットストーン高校、コロンバス州立コミュニティ・カレッジを経て、ボール州立大学を卒業後、フランスJSA Bordeaux Basketでプレー。その後、2008-09シーズンからNBADLのフォートウェイン・マッドアンツでプレー。3シーズンフォートウェインに在籍した後、2011-12シーズンにNBADLのメイン・レッドクローズにトレードされ、1シーズンプレイした。
2012-13シーズンにbjリーグの秋田ノーザンハピネッツと契約。2013-14シーズンは、同じくbjリーグの青森ワッツと契約しプレイした。2014-15シーズンは、前シーズン優勝チームの琉球ゴールデンキングスに所属した。2015-16シーズンは高松ファイブアローズと契約した。
2016年に、ウェチェスターニックス、2017年Panteras de Miranda、2018年Argentino de Junínでプレーをした。

## 記録
| シーズン | チーム | GP | GS | MPG  | FG%  | 3P%  | FT%  | RPG | APG | SPG | BPG | TO  | PPG |
| -------- | ------ | -- | -- | ---- | ---- | ---- | ---- | --- | --- | --- | --- | --- | --- |
| 2012-13  | 秋田   | 41 |    | 29.4 | .566 | .000 | .377 | 8.6 | 1.9 | 0.9 | 1.3 | 2.0 | 9.7 |
| 2013-14  | 青森   | 52 |    | 23.0 | .472 | .000 | .484 | 6.9 | 1.4 | 0.8 | 0.8 | 1.8 | 7.5 |
| 2014-15  | 琉球   | 52 |    | 19.2 | .576 | ---  | .555 | 5.1 | 0.3 | 0.5 | 0.8 | 0.9 | 6.3 |
| 2015-16  | 高松   |    |    |      |      |      |      |     |     |     |     |     |     |